# Le Sabot
Le Sabot est un manoir construit en 1912 pour le mécène et propriétaire de grand magasin F. Cleveland Morgan à Senneville, Québec.
Le Sabot est l'une des premières commandes de l'architecte écossais-montréalais David Shennan. Le manoir de 27 pièces est considéré par certains comme un chef-d'œuvre de l'architecture Arts and Crafts. La maison abrite la collection personnelle d'art et d'antiquités de Morgan jusqu'à sa vente en 2017. Il est situé à proximité de l'Arboretum Morgan, une forêt préservée de 245 hectares, négociée et nommée d'après le bâtisseur du musée, qui appartient maintenant à l'Université McGill.
La maison est endommagée par un incendie en 2014.